# Jota Pinto
José Benedito Pinto, mais conhecido como Jota Pinto (São João Batista, 5 de novembro de 1964) é um administrador e político brasileiro. 

## Carreira política
Ingressa na política em 2000, ficando como suplente de vereador da capital maranhense nas eleições de 2000, 2004 e 2008.
Eleito deputado estadual em 2010 e reeleito em 2014. Tentou a reeleição em 2018 e entrou apenas na suplência.
De 2017 a 2020 exerceu o cargo de secretário de Articulação Política do município de São Luís. 
Em 2020, foi candidato a prefeito de São José de Ribamar, recebendo 9.262  votos (12,20% dos votos válidos).
Em 2022, fica novamente na suplência, obtendo 20.264 votos.